# Venerabilíssima Ordem do Hospital de São João de Jerusalém
A Venerabilíssima Ordem do Hospital de São João de Jerusalém (em inglês:  Most Venerable Order of the Hospital of Saint John of Jerusalem), ou Ordem de São João usado com um nome mais curto, é uma real ordem de cavalaria britânica, e é encontrada em toda a Commonwealth, bem como nos Estados Unidos e Hong Kong.
A Ordem inclui cinco classes, na seguinte ordem hierárquica: 
- Bailio-Grã-Cruz ou Dama-Grã-Cruz (GCStJ)
- Cavaleiro ou Dama de Justiça ou de Graça (KStJ/DStJ)
- Comendador ou Comendadora (CStJ)
- Oficial (OStJ)
- Irmão ou Irmã a Serviço (SBStJ/SSStJ).

Anillo da Ordem

Embora os membros sejam principalmente da fé protestante, aqueles de outras denominações religiosas cristãs podem ser honrados com a nomeação e ser aceitos na ordem. Podem-se admitir membros honorários ainda que tenham outras fés religiosas. A entrada na ordem é somente por convite e os indivíduos não podem pedir a sua admissão. É talvez melhor conhecida pelos serviços prestados por uma de suas organizações, St. John Ambulance, que não é subordinada a nenhuma denominação ou religião.